# Alan Madanes
Alan Madanes (* 16. August 1994) ist ein argentinischer Schauspieler und Sänger. Internationale Bekanntheit erlangte er durch die Verkörperung der Rolle Pietro Benedetto in der Disney-Channel-Telenovela BIA.

## Leben
Madanes nahm 2015 als Sänger an der argentinischen Castingshow Elegidos, la música en tus manos (argentinische Version der israelischen Castingshow HaKokhav HaBa) teil, in der er es unter die besten zehn Teilnehmer schaffte und am Ende den siebten Platz belegte. In der Ende 2015 gestarteten zweiten Staffel war er als Moderator für den online gezeigten Content zuständig. Von 2019 bis 2021 war er als Pietro Benedetto in der Serie BIA sowie der zur Serie gehörenden Spezialepisode Bia: Un mundo al revés zu sehen. In der 2021 gestarteten Disney+-Produktion FreeKs übernimmt Madanes die Rolle von Ludovico. Die Serie wird voraussichtlich ab 2023 auf der Streaming-Plattform zu sehen sein.

## Filmografie
- 2015–2016: Elegidos, la música en tus manos
- 2019–2020: BIA
- 2021: Bia: Un mundo al revés
- 2023: FreeKs